# Кордильєра-Реаль (Болівія, Перу)
Кордильє́ра-Реа́ль (англ. Cordillera Real) — гірський хребет в Андах — Болівії та Перу. Розташований на схід від озера Тітікака. Висоти до 6 550 м (гора Анкоума). Складений переважно кристалічними сланцями. Сильно розчленований річками басейну річки Бені. Характерні альпійські форми рельєфу. На півночі та півдні Кордильєра-Реаль знаходяться льодовики.